# Municipio de Dale (Minnesota)
El municipio de Dale (en inglés: Dale Township) es un municipio ubicado en el condado de Cottonwood en el estado estadounidense de Minnesota. En el año 2010 tenía una población de 151 habitantes y una densidad poblacional de 1,62 personas por km².

## Geografía
El municipio de Dale se encuentra ubicado en las coordenadas 43°58′31″N 95°9′55″O / 43.97528, -95.16528. Según la Oficina del Censo de los Estados Unidos, el municipio tiene una superficie total de 93.39 km², de la cual 92,26 km² corresponden a tierra firme y (1,21 %) 1,13 km² es agua.

## Demografía
Según el censo de 2010, había 151 personas residiendo en el municipio de Dale. La densidad de población era de 1,62 hab./km². De los 151 habitantes, el municipio de Dale estaba compuesto por el 96,69 % blancos y el 3,31 % eran de una mezcla de razas. Del total de la población el 0 % eran hispanos o latinos de cualquier raza.